# Rede Mais
Rede Mais é uma emissora de televisão brasileira sediada em Varginha, cidade do estado de Minas Gerais. Opera nos canais 11 VHF e 34 UHF digital e é afiliada à Record. A emissora pertence ao Grupo Bel, e seus sinal abrange o Sul e Sudoeste, Zona da Mata mineira e o Norte de Minas. Seus estúdios estão localizados no bairro Santa Luiza, e seus transmissores estão no alto do Edifício Silvio Massa, no Centro. Possui ainda sucursais em Montes Claros e Juiz de Fora, de onde é gerada parte da programação.

## História
A emissora foi fundada como RecMinas pelo Grupo Bel em 28 de abril de 2014, sendo a terceira afiliada da Rede Record no interior mineiro. Em 20 de fevereiro de 2017, a emissora muda de nome e de identidade visual e passa a se chamar Rede Mais.

## Sinal digital
| Canal virtual | Canal digital | Resolução de tela | Programação                                   |
| ------------- | ------------- | ----------------- | --------------------------------------------- |
| 11.1          | 34 UHF        | 1080i             | Programação principal da Rede Mais / RecordTV |

Transição para o sinal digital
Com base no decreto federal de transição das emissoras de TV brasileiras do sinal analógico para o digital, a Rede Mais, bem como as outras emissoras de Varginha, irá cessar suas transmissões pelo canal 11 VHF em 30 de junho de 2025, seguindo o cronograma oficial da ANATEL.

## Programas
Além de retransmitir a programação nacional da Record, atualmente a Rede Mais produz e exibe os seguintes programas:
- Balanço no Campo: Jornalístico sobre agronegócio, com Letícia Reis;
- Balanço Geral Varginha: Jornalístico, com Fabiano Thibé;
- Balanço Geral Montes Claros: Jornalístico, com Du Novais;
- Balanço Geral Juiz de Fora: Jornalístico, com Valmir Rodrigues;
- Vida Saúde: Programa de entrevistas, com Raphael Bicalho;
- Cidade Alerta Minas: Jornalístico policial, com Matheus Monteiro;
- Ataque: Jornalístico esportivo, com Marco Antônio Leite;
- 98 Talks: Jornalístico, com Paulo Leite (em cadeia com a Rede 98);
- Balanço Geral Edição de Sábado: Jornalístico, com Valmir Rodrigues;
- Fatos em Foco: Programa de colunismo social, com José Luiz Magrão;
- Conexão Mais Lives: Programa de entrevistas, apresentado em esquema de rodízio;
- Caminhos de Minas: Programa turístico, com Tatiana Gizutu;

Além de cada versão do Balanço Geral ser produzida da sua cidade de origem, o Vida Saúde é produzido a partir de Montes Claros, o Balanço Geral Edição de Sábado e o Fatos em Foco são feitos a partir de Juiz de Fora, e o 98 Talks é feito a partir dos estúdios da 98 FM em Belo Horizonte. Os demais são feitos a partir da sede em Varginha.
Retransmitidos da Record Minas
- MG no Ar: Telejornal, com Garcia Júnior;
- Balanço Geral MG: Jornalístico, com Mauro Tramonte

Diversos outros programas compuseram a grade da emissora e foram descontinuados:
- Balanço Geral Manhã
- Especial Turismo
- Giro Perfil
- Mais Estilo
- Mais Notícias
- MG Direto da Redação
- Rede Mais Shop
- Vida Plena

## Retransmissoras
| Cidade                 | Analógico | Digital | Cidade                  | Analógico | Digital | Cidade              | Analógico | Digital |
| ---------------------- | --------- | ------- | ----------------------- | --------- | ------- | ------------------- | --------- | ------- |
| Alpinópolis            | 10        | -       | Andradas                | 24        | 44*     | Areado              | 03        | -       |
| Bandeira do Sul        | 06        | 44      | Barbacena               | 04        | -       | Barroso             | 13        | -       |
| Bicas                  | -         | 11 (15) | Bocaiuva                | 06        | 44      | Bueno Brandão       | 41        | -       |
| Buritis                | 34        | 44      | Cabo Verde              | 13        | 44      | Cachoeira de Minas  | -         | 02 (44) |
| Caldas                 | 07        | 44      | Camanducaia             | -         | 20 (44) | Cambuí              | 47        | 44      |
| Campestre              | -         | 44      | Campo Belo              | 04        | 44      | Campos Gerais       | 12        | 33 (44) |
| Candeias               | 05        | 15      | Capitólio               | -         | 44      | Careaçu             | 09        | 44      |
| Carmo da Cachoeira     | 13        | -       | Carmo do Rio Claro      | 08        | -       | Cataguases          | 08        | -       |
| Conceição do Rio Verde | -         | 36 (18) | Corinto                 | 13        | -       | Delfim Moreira      | -         | 03 (44) |
| Espinosa               | -         | 10 (15) | Estiva                  | -         | 44      | Extrema             | -         | 33 (44) |
| Francisco Sá           | -         | 11 (24) | Grão Mogol              | 09        | -       | Guaranésia          | -         | 13 (44) |
| Guidoval               | -         | 03 (24) | Ibitiúra de Minas       | -         | 44      | Ilicínea            | -         | 12 (44) |
| Ipuiuna                | 09        | 44      | Itajubá                 | 13        | -       | Itamogi             | 22        | 44      |
| Itamonte               | -         | 44      | Jaíba                   | 07        | 16      | Janaúba             | 09        | -       |
| Januária               | 03        | 15      | Juiz de Fora            | -         | 45 (44) | Lambari             | 07        | -       |
| Lavras                 | 11        | 36 (44) | Leopoldina              | 04        | 48      | Matias Barbosa      | -         | 13 (48) |
| Mato Verde             | -         | 48 (19) | Montalvânia             | 14        | -       | Monte Azul          | 06        | -       |
| Monte Belo             | 04        | -       | Monte Santo de Minas    | -         | 08 (44) | Monte Sião          | 33        | -       |
| Montes Claros          | 14        | 15      | Muzambinho              | -         | 48      | Natércia            | -         | 11 (44) |
| Nazareno               | 08        | 14      | Perdões                 | -         | 04 (32) | Pirapora            | -         | 11 (44) |
| Poços de Caldas        | -         | 44      | Pouso Alegre            | 43        | 44      | Pratápolis          | 04        | 44      |
| Rio Pardo de Minas     | -         | 11 (15) | Santo Antônio do Itambé | -         | 44      | Santos Dumont       | 13        | -       |
| São Gonçalo do Sapucaí | 05        | 44      | São João da Ponte       | -         | 02 (28) | São João do Paraíso | 13        | -       |
| São Lourenço           | 07        | -       | Silvianópolis           | -         | 07 (44) | Três Corações       | 02        | -       |
| Unaí                   | 51        | 15      |                         |           |         |                     |           |         |

* - Em implantação